# Albion Motor Car

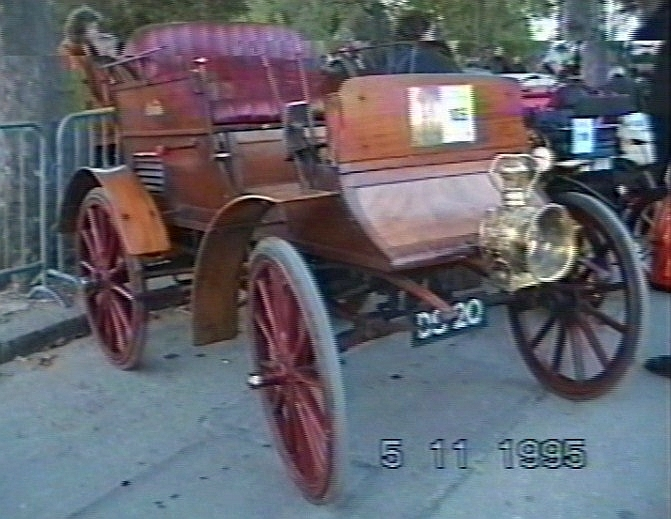
Albion 1901

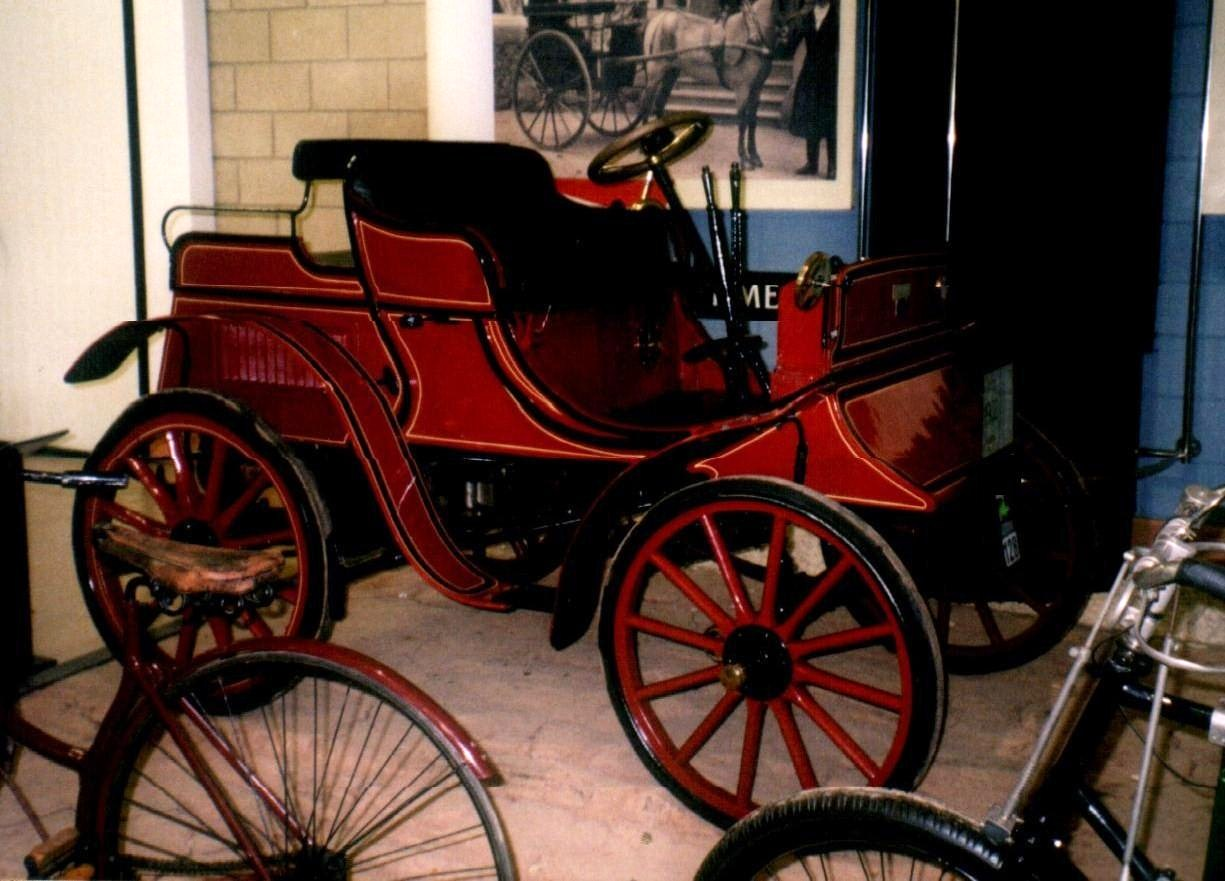
Albion 1902

Albion 16 HP Wagonette 1904

Albion war ein schottischer Automobil- und Nutzfahrzeug-Hersteller.

## Geschichte
1900 begann die Albion Motor Car Co. in Glasgow mit der Produktion von Automobilen. Es gab die Modelle 8 HP, 12 HP und 16 HP mit Zweizylinder-Ottomotoren zwischen 1900 und 1913 sowie die Vierzylindermodelle 24/30 HP und 15 HP zwischen 1906 und 1915.
1902 folgte die Produktion eines Halbtonner-Transporters. 1933 wurde ein eigener Dieselmotor entwickelt. 1935 wurde der schottische Konkurrent Halley Motors übernommen.
1951 wurde Albion von Leyland übernommen. Die meisten schweren Albion-Modelle wurden zugunsten der entsprechenden Leyland-Modelle aufgegeben. Ende der 1950er Jahre ähnelten sich Albion- und Leyland-Fahrzeuge. 1972 wurde die Nutzung des Namens Albion für die Fahrzeuge aufgegeben, es gab sie nur noch als Leyland.

## Personenwagen
Nach den frühen Modellen A2 Dog cart von 1900 und dem 8 HP von 1901 stellte Albion 1903 den 12 HP vor.
Der 12 HP hatte einen Zweizylindermotor (Bohrung × Hub je 4,5" × 5") mit mechanischen Einlassventilen und Magnetzündung. Zur Wasserkühlung gehörten ein Wabenkühler mit Bandbetriebenem Ventilator. Mittels Kettenantrieb wurde die Antriebskraft über ein Differentialgetriebe mit konischen Zahnrädern auf die unterbrochene Hinterachse übertragen. Zunächst wurde der 12 HP mit offener Tonneau- oder Waggonette-Karosserie, später auch als geschlossener Brougham angeboten. Ein Albion 12 HP nahm an den 1000 miles Reliability Trials Crystal Palace im September 1903 teil und wurde mit der Startnummer 42 fünfter in seiner Klasse.
| Typ      | Anzahl Sitze | Hubraum cm³ | Bohrung mm | Hub mm | Zylinder | Leistung | Radstand mm                  | Spurweite mm |
| -------- | ------------ | ----------- | ---------- | ------ | -------- | -------- | ---------------------------- | ------------ |
| 8 HP     |              |             |            |        |          |          |                              |              |
| 12 HP    |              | 2059        | 101,6      | 127    | 2        |          |                              |              |
| 16 HP    | 5            | 3058        | 123,825    | 127    | 2        |          | 2377, 2591, 2713, 2834, 2926 | 1402         |
| 15 HP    |              |             |            |        |          |          |                              |              |
| 24/30 HP |              | 4184        | 107,95     | 114,3  | 4        |          | 2819                         | 1432         |

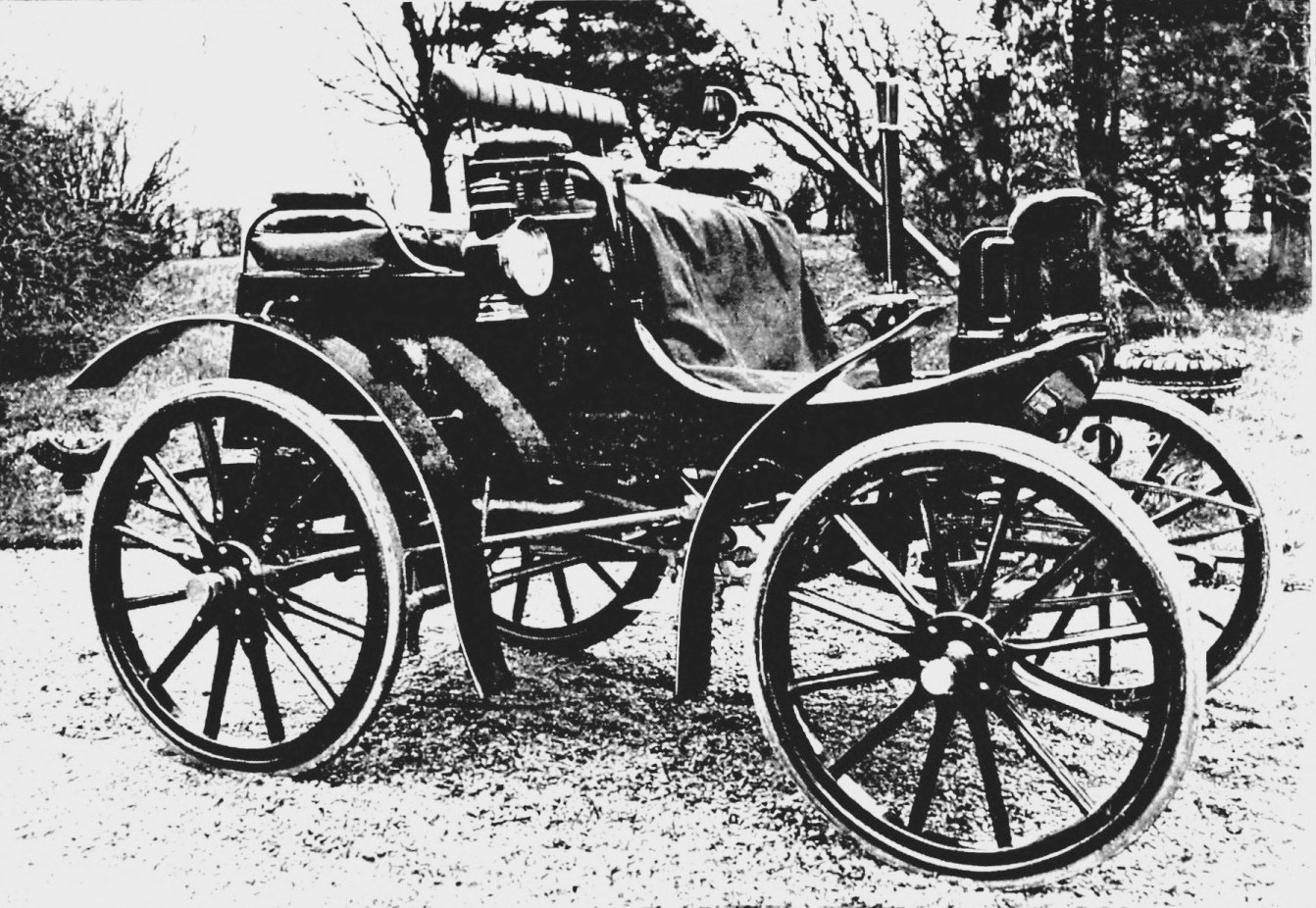
Albion A2 Dog Cart (1900)
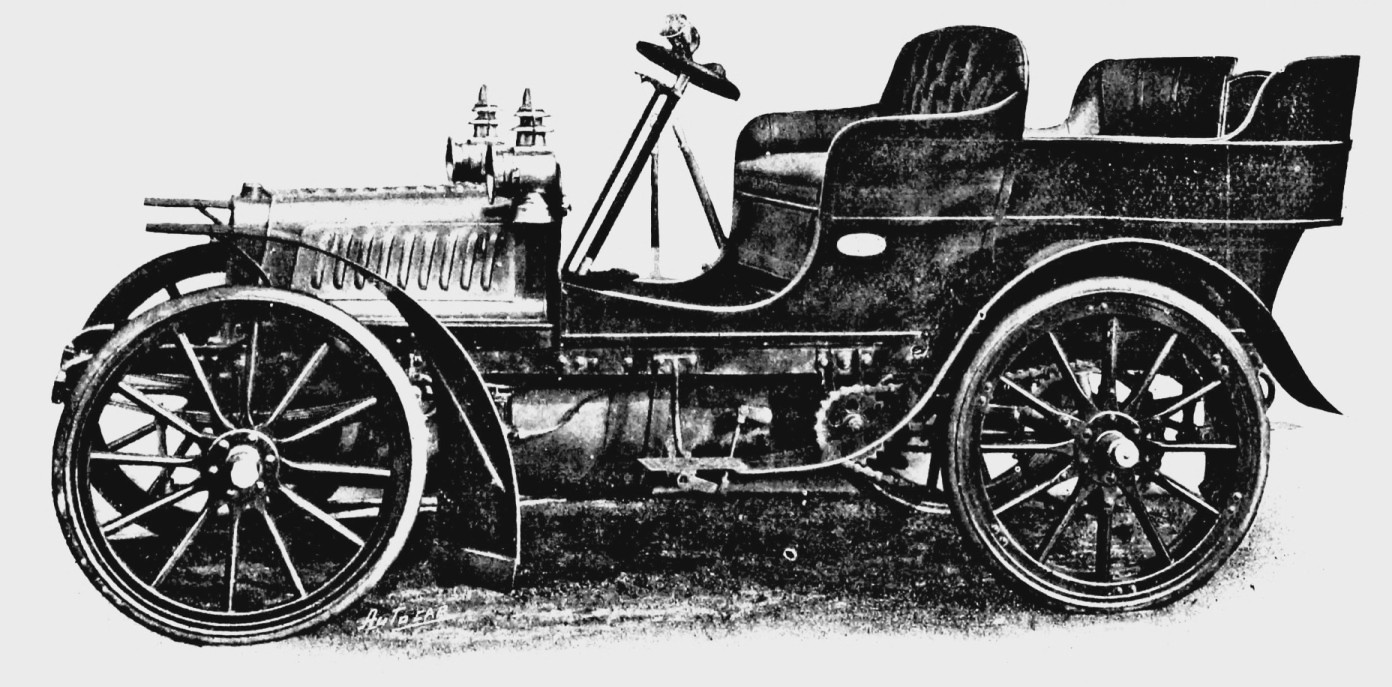
Albion 12 HP (1903)
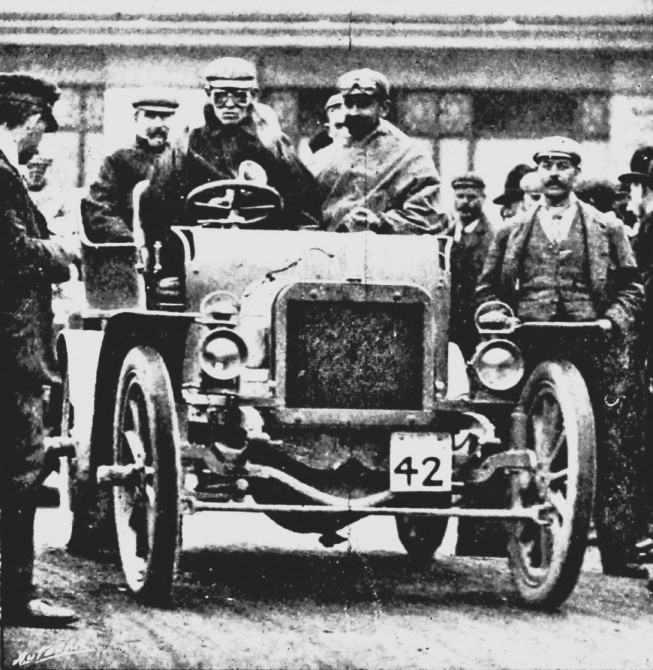
Albion 12 HP (1000 miles trials 1903)
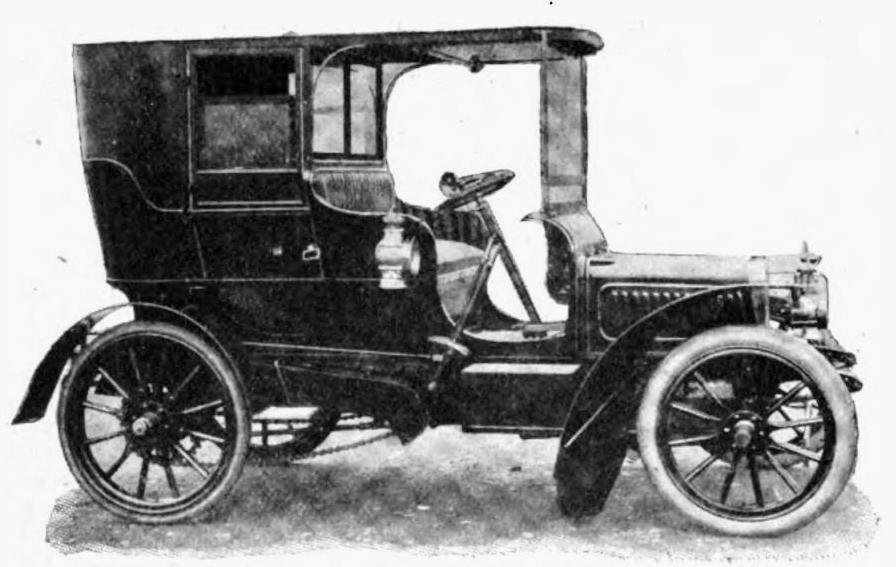
Albion 12 HP Brougham (1904)
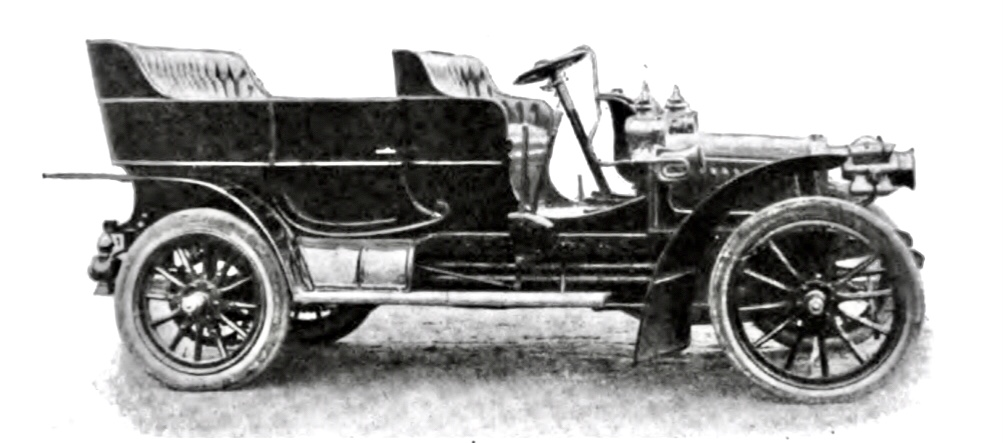
Albion 16 HP um 1906

## Lastkraftwagen

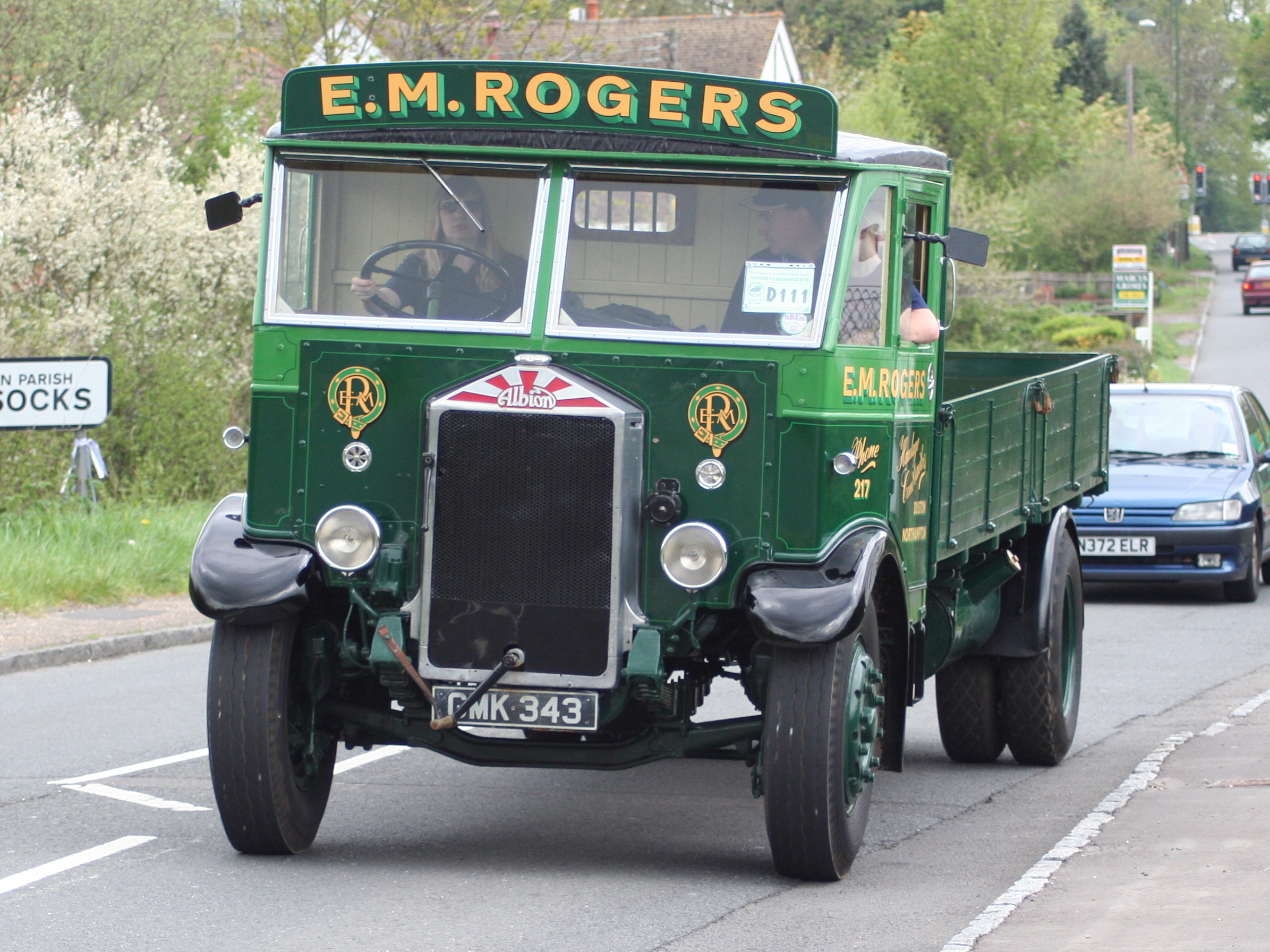
Albion type 550, Baujahr 1936

Während der ersten zehn Jahre seines Bestehens stellte das Unternehmen eine Vielzahl verschiedener Lkw-Modelle her. Mit dem 1910 erschienenen Modell A10 produzierte das Unternehmen einen Lkw, der sich durch Einfachheit und Robustheit auszeichnete. Bei einer Nutzlast 0,75 t wurde das Fahrzeug von einem Vierzylinder-Motor mit 32 bhp angetrieben. Der Radstand betrug anfangs 13 Fuß 1 Zoll, ab 1920 wurde auch eine verlängerte Version mit einem Radstand von 14 Fuß 5 Zoll hergestellt. Bis 1918 wurden ungefähr 6000 Fahrzeuge produziert, die Produktion endete nach 16 Jahren 1926.
In den 1920er Jahren kreierte Albion den Slogan Sure as the Sunrise. Der Musiker Mark Knopfler widmete diesem Umstand auf seiner CD Get Lucky ein Lied mit dem Titel "Border Reiver". Gleichzeitig zum Slogan erschien die aufgehende Sonne auch im Markenzeichen des Unternehmens. Die Produktionspalette wurde ausgeweitet. Die produzierten Fahrzeuge deckten ein Nutzlastspektrum von 30 cwt bis 15 ton ab. Albion war einer der Vorreiter bei der Herstellung von Frontlenker-Fahrzeugen, die damals cab-over-engine genannt wurden. Bei der durch die Zulassungsbestimmungen limitierten Fahrzeuglänge konnte so die Länge der Ladefläche vergrößert werden. 1935 übernahm Albion den Konkurrenten Halley und nutzte dessen Fertigungsanlagen für einen Servicestützpunkt und die Vorbereitung von CKD-Chassis für den Export. Während bei kleineren Fahrzeugen Ottomotoren verbaut wurden, kamen bei größeren Lkw Dieselmotoren mit Direkteinspritzung aus eigener Herstellung zum Einsatz. An den Erfolg des A10 konnte der 1936 erstmals vorgestellte B119 anknüpfen. Bei einem Radstand von 9 Fuß 9 Zoll war er für bis zu 13 Fuß 6 Zoll lange Aufbauten geeignet. Angetrieben wurde das Fahrzeug von einem Vierzylinder-Ottomotor mit 19,6 bhp. Die Aufbauten kamen von verschiedenen Karosserieherstellern, so zum Beispiel Strachan. Teilweise wurden auf die Chassis von Albion exotisch wirkende Aufbauten gesetzt. So baute Holland Coachcraft 1935 auf das Fahrgestell eines 30/40 cwt einen Lieferwagen mit stromlinienförmigen Aufbau.
Während des Zweiten Weltkrieges baute Albion geländegängige Lkw mit den Radformeln 6×4 und 6×6 mit einer Nutzlast von 10 ton.
Die Produktion von Fahrzeugen für den zivilen Markt begann 1947. Albion produzierte die CX-Serie, bei der es sich um schwere Lastkraftwagen handelte. Der CX7 war ein vierachsiger Lkw für eine Nutzlast von 14½ ton, der CX5 ein dreiachsiger Lkw für 12 ton Nutzlast. Der CX1 und CX3 waren Zweiachser für 7 bzw. 6½ tons Nutzlast. Abgerundet wurde das Angebot durch den FT3 für Nutzlasten von 3–4 ton und den AZ5 für eine Nutzlast von 1½ ton. Albion hatte bereits vor dem Zweiten Weltkrieg begonnen, seine Lkw mit Modellnamen zu versehen, die meist mit einem C begannen und wie Reiver, Caledonian oder Clydesdale einen Bezug zur schottischen Heimat des Unternehmens hatten.
1955 begann Albion mit der Produktion des Claymore. Ausgerüstet mit einem O.300-Leyland-Dieselmotor und ausgelegt für eine Nutzlast von 4–5 ton, besaß das Chassis einen unterflur zwischen den Achsen angeordneten Motor. Diese Bauweise gestattete eine maximale Ausnutzung der Fahrzeuglänge für die Ladefläche und einen geringen Wendekreis. Die Fahrzeuge waren vor allem im innerstädtischen Lieferverkehr sehr beliebt.
Mit dem ab 1958 gebauten Caledonian hatte Albion ein direktes Konkurrenzprodukt zum Octopus des Mutterkonzerns Leyland im Programm. Als schwerer vierachsiger Lkw war er für eine Nutzlast von 15½ ton ausgelegt.
Nach der Übernahme durch Leyland 1951 wurden mehr und mehr Baugruppen anderer Hersteller verbaut, die ebenfalls zum Leyland-Konzern gehörten. Deutlich wurde dies durch die veränderte Gestaltung der Führerhäuser. Ab 1968 waren Albion-Modelle mit der Ergomatic-cab von Leyland erhältlich. Ab 1972 wurden die Lkw unter dem Markennamen Leyland vertrieben, die Produktion in Scotstoun wurde jedoch fortgesetzt. Dabei wurden jetzt jedoch vorrangig kleinere Lkw produziert. Leyland nutzte die Popularität des Markennamens und stellte beispielsweise 1979 erneut einen Reiver vor, der jedoch eine vollständige Leyland-Eigenentwicklung war und außer dem Namen nichts mehr mit den Fahrzeugen von Albion gemein hatte.

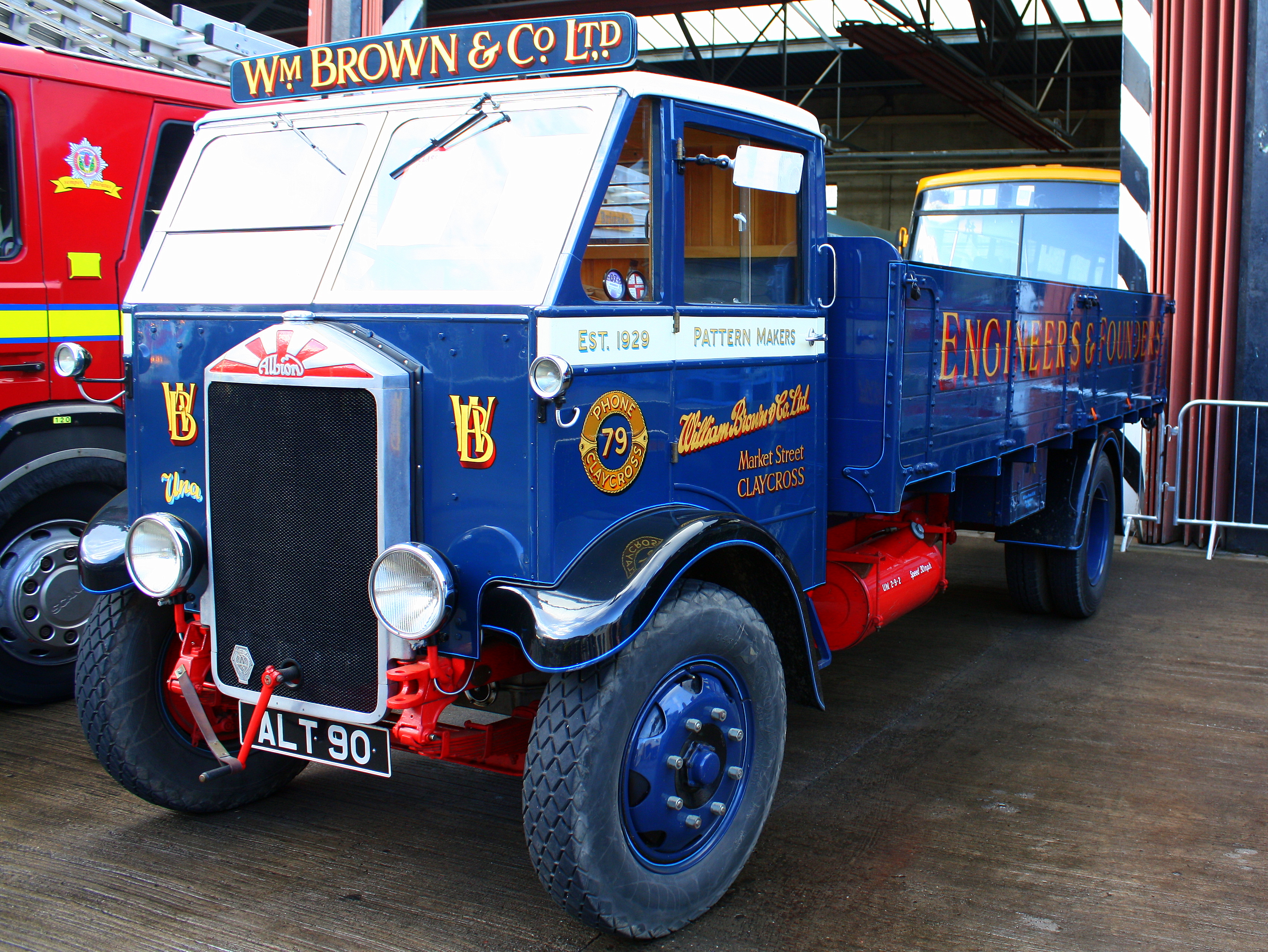
Albion CX1
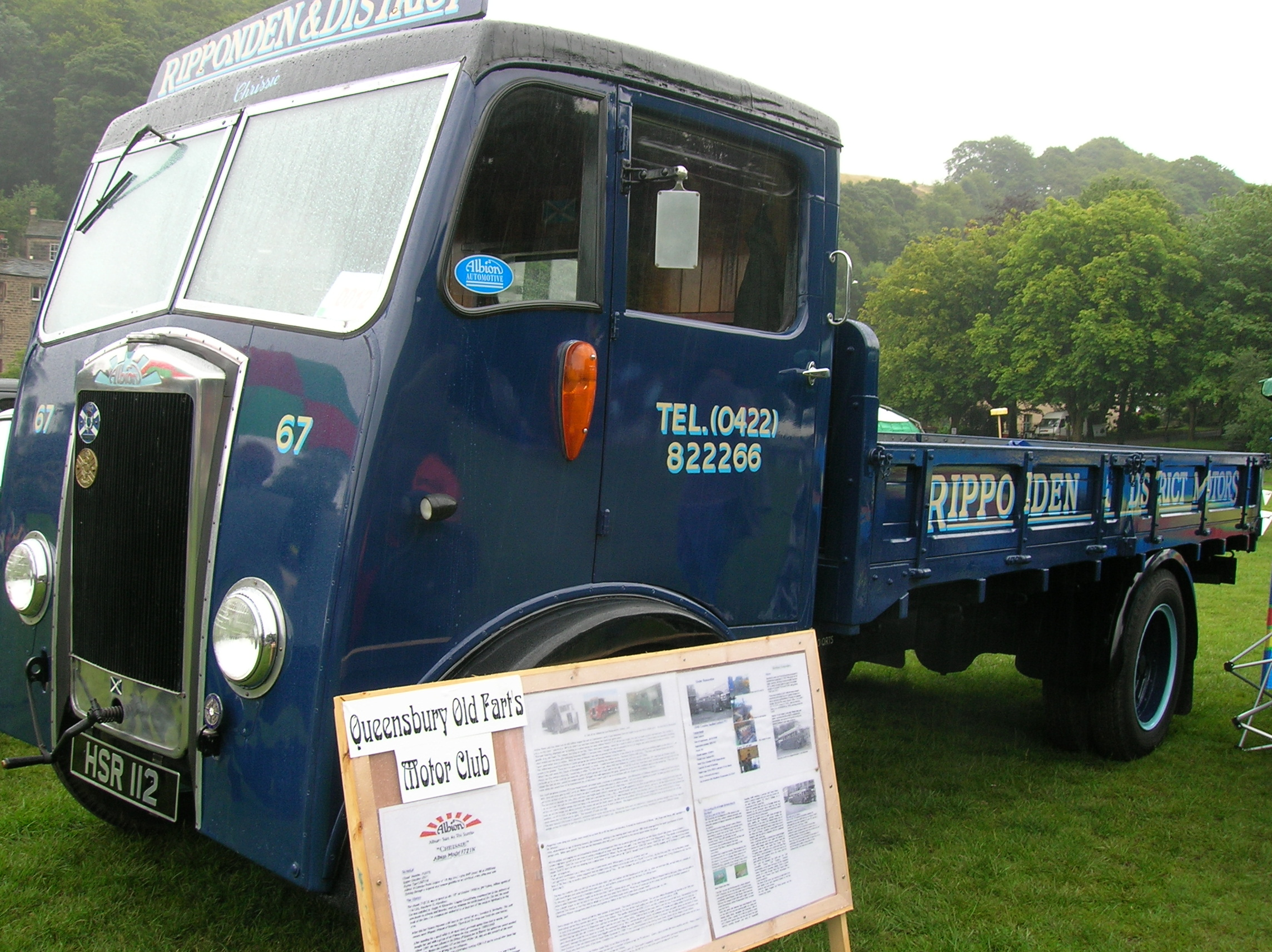
Albion FT2
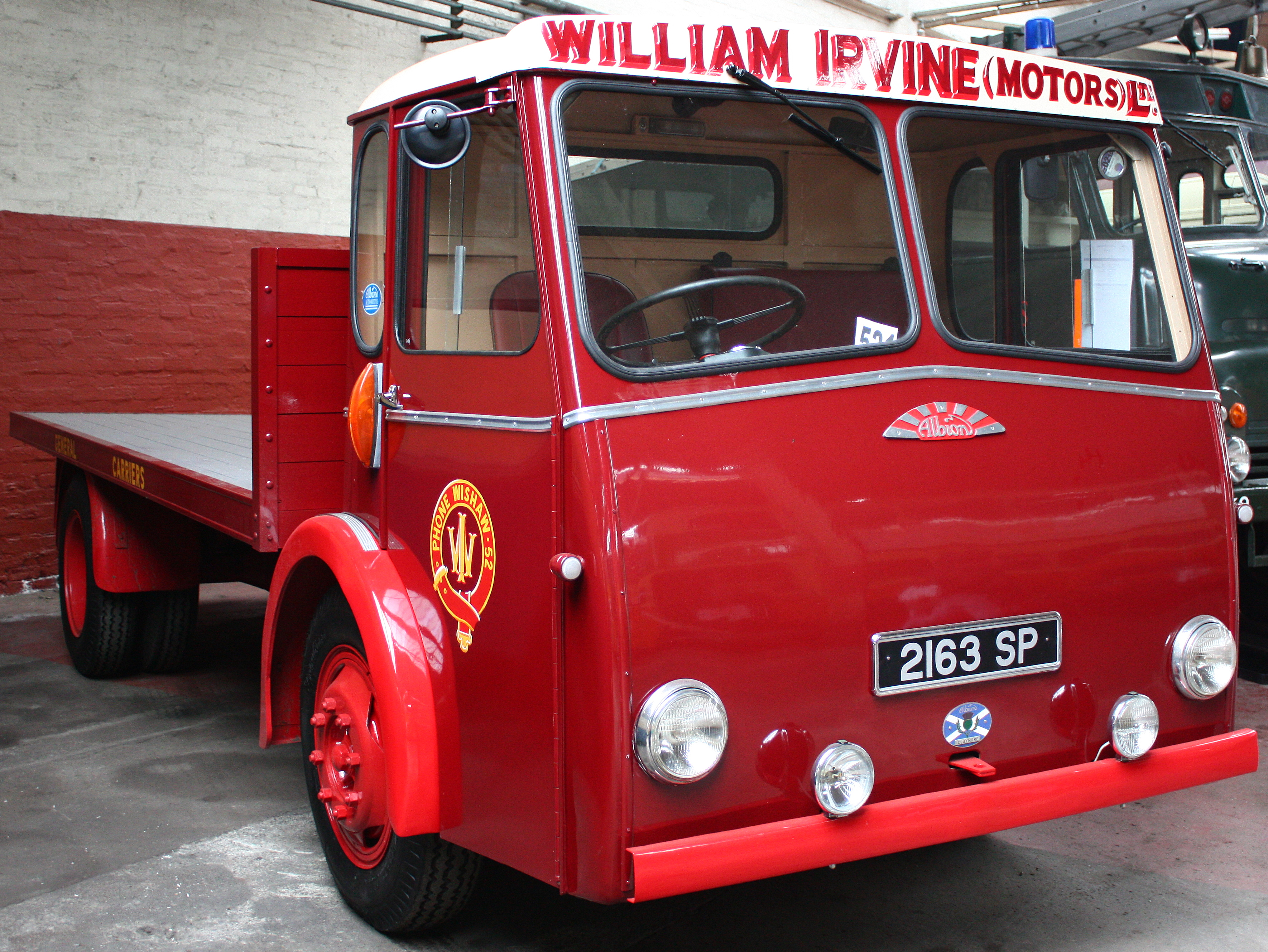
Albion Claymore
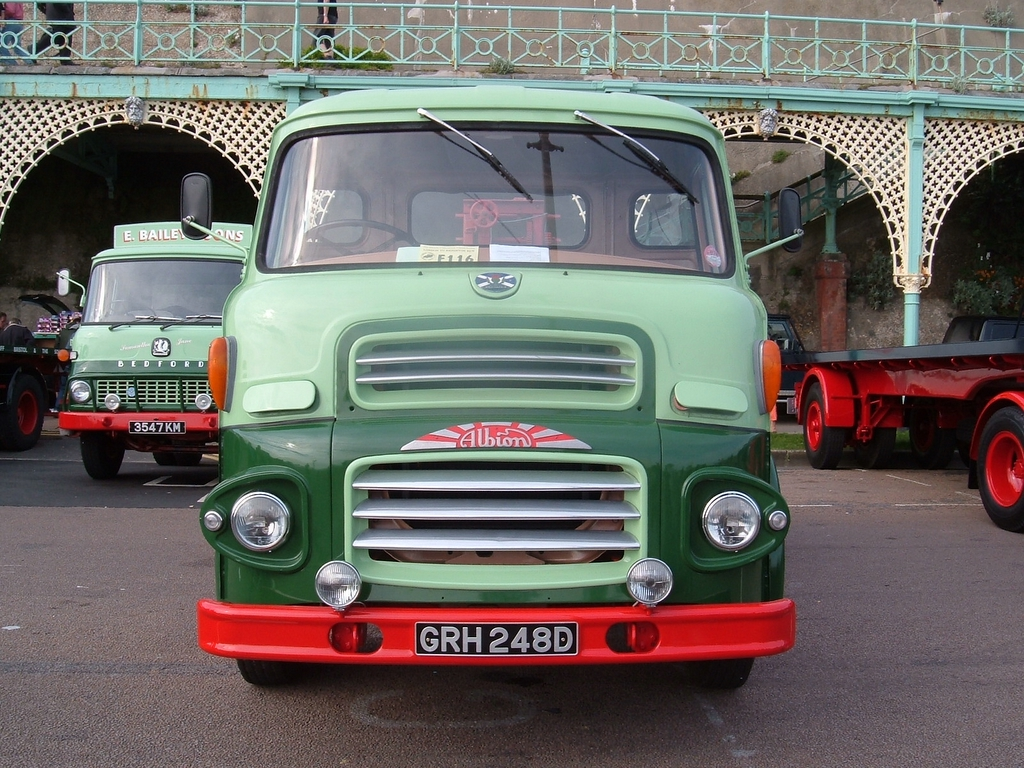
Albion Chieftain, Baujahr 1966
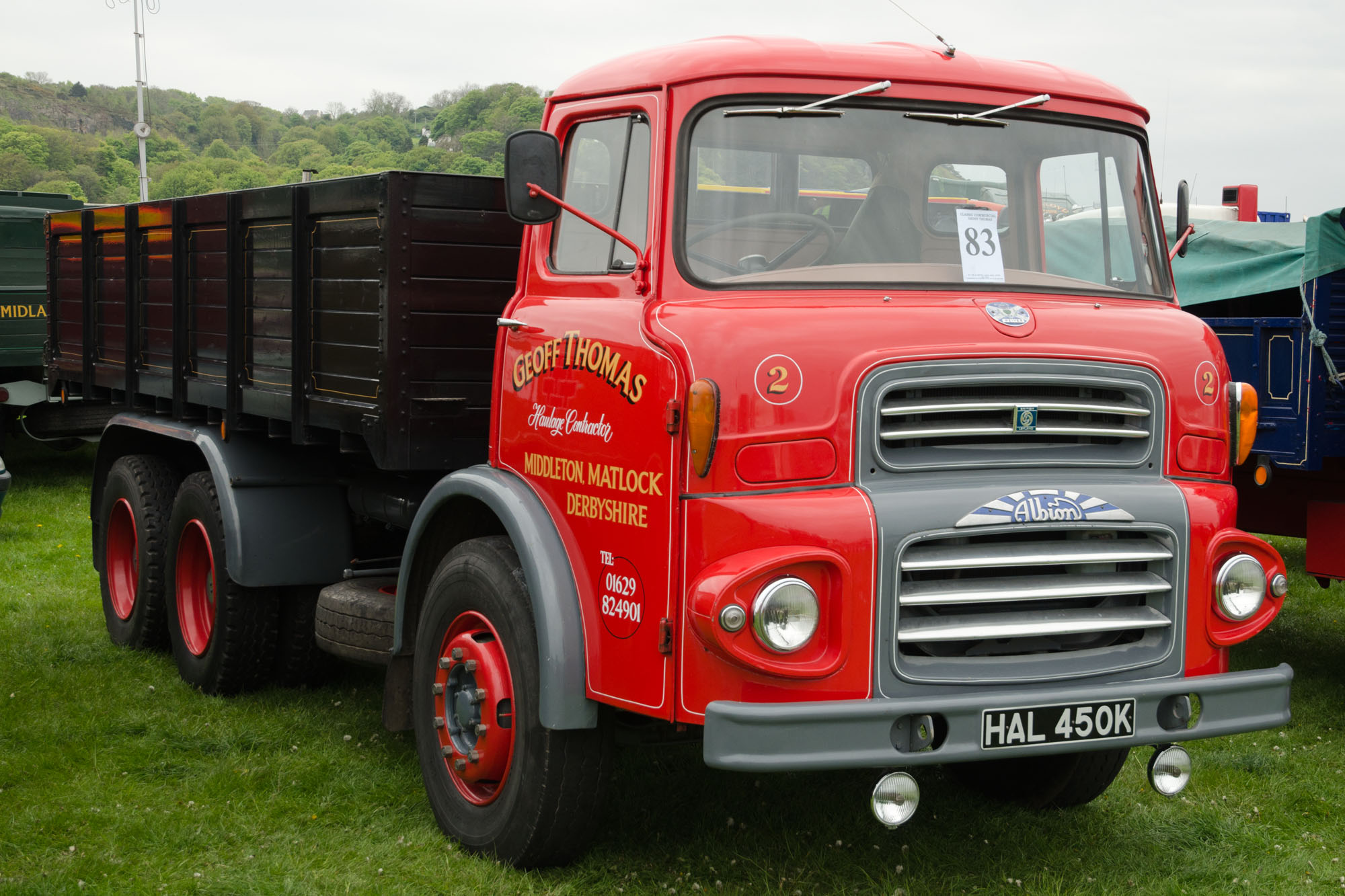
Albion Reiver, Baujahr 1971

## Busse

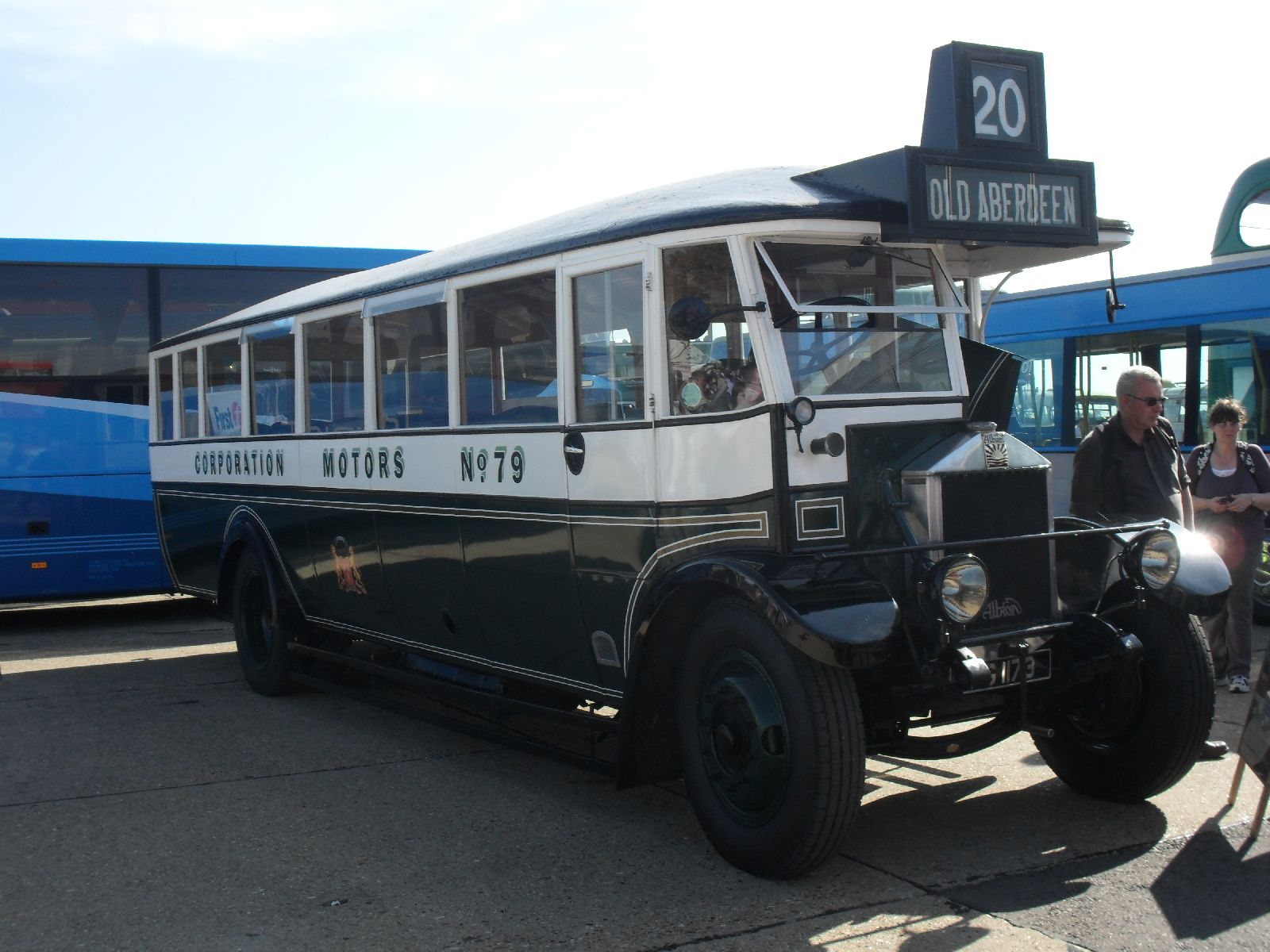
Albion PMA 28, Baujahr 1930

Die ersten Busse von Albion wurden auf Lkw-Fahrgestelle aufgebaut. Zwei dieser Fahrzeuge wurden 1914 nach West Bromwich geliefert.
Das erste speziell für Busse hergerichtete Chassis erschien 1923. Es basierte auf dem Fahrgestell des 25-cwt-Lkw, bekam jedoch eine verbesserte Federung. Verschiedene Aufbauten für 12 bis 23 Passagiere waren lieferbar. 1925 wurde das Angebot des Unternehmens um ein weiteres Chassis, das Model 26, ergänzt. Ausgerüstet mit einem Motor mit einer Leistung von 60 PS bei 30-Steuer-PS (30/60 hp), waren es mit Radständen von 3,4 bis 4,9 m lieferbar. Alle diese Fahrgestelle waren als Langhauber ausgelegt, der Motor befand sich vor dem Fahrer. Diese Bauweise wurde im Vereinigten Königreich zur damaligen Zeit als Normalbauweise bezeichnet. Mit dem Viking erschien 1927 der erste Frontlenker der Firma, bei dem der Fahrerplatz neben dem Motor angeordnet war. Der Bus konnte mit Aufbauten für 32 Sitzplätze versehen werden. Ab 1933 waren Dieselmotoren von Gardner verfügbar. 1932 erschien der Venturer, der erste Albion-Doppeldeckerbus, mit Aufbauten für bis zu 51 Sitzplätze. Fünf Jahre später erschien der Venturer CX, bei dem Motor und Getriebe zusammen montiert waren. Bis dahin waren sie durch eine separate Antriebswelle verbunden. Gleichzeitig waren die Busse auch mit von Albion hergestellten Dieselmotoren lieferbar.
Nach dem Zweiten Weltkrieg wurde die Produktion schrittweise modernisiert. Nachdem ab 1951 erste Prototypen montiert wurden, begann 1955 die Produktion von Bussen mit unterflur angeordnetem Motor. Nach der Übernahme durch Leyland wurden Entwicklung und Produktion von Bussen zurückgefahren. Das letzte Doppeldeckermodell der Firma, der Lowlander, wurde außerhalb Schottlands als Leyland vermarktet. Die letzte Entwicklung der Firma war der Viking, der 1963 den Namen des erfolgreichen Vorkriegsmodells übernahm.

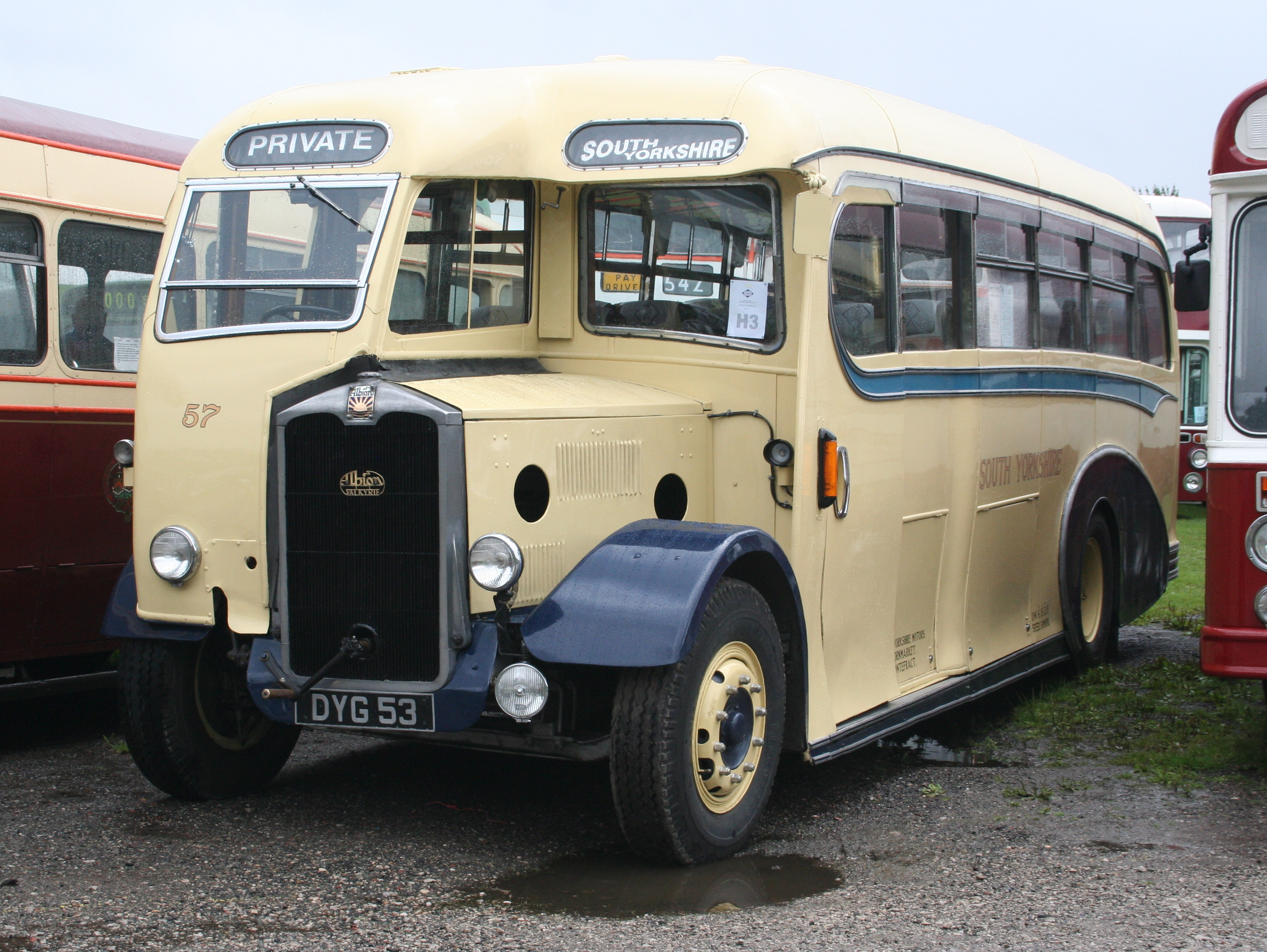
Albion Valiant CX13, Aufbau Burlingham, 1940
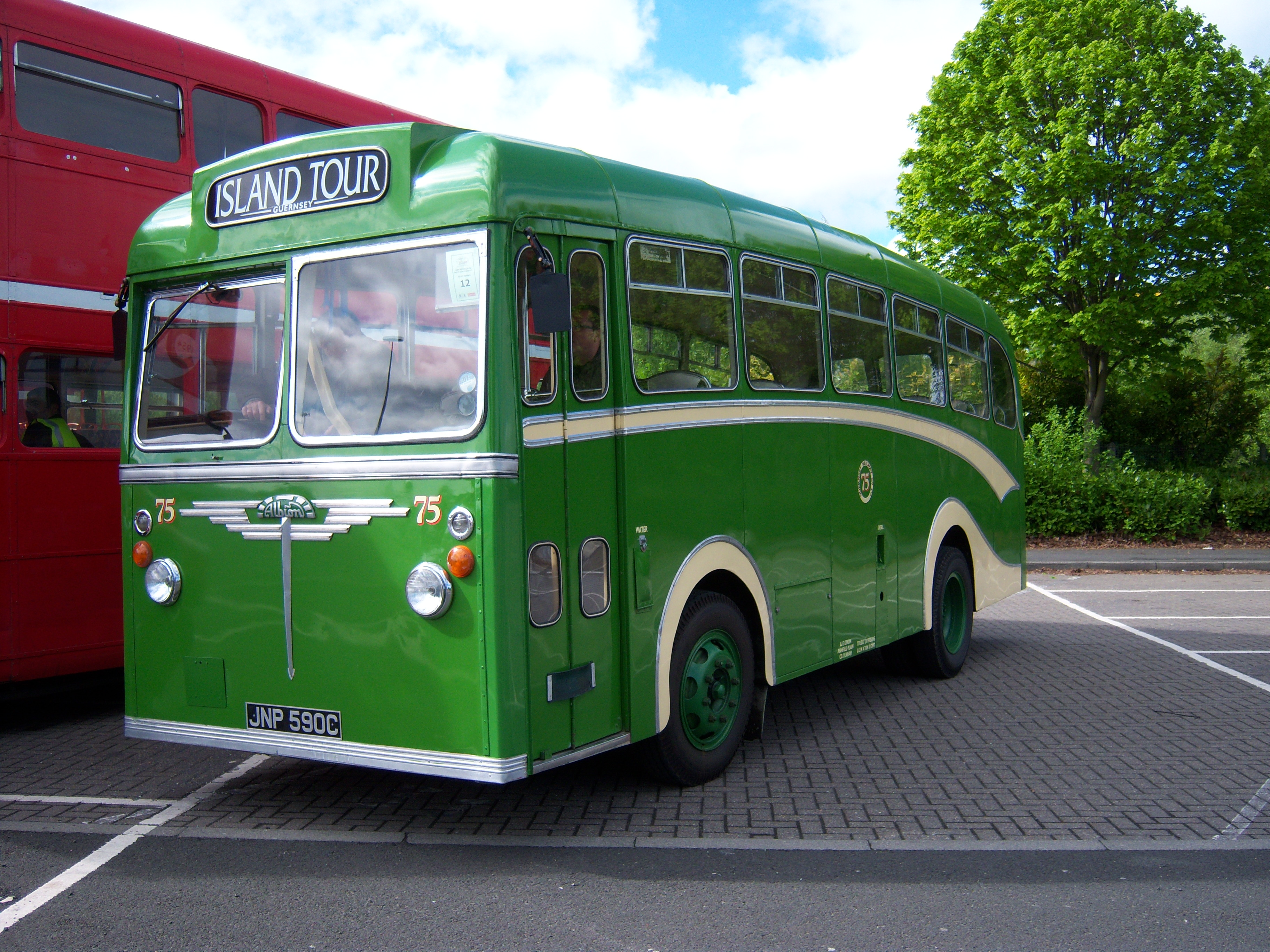
Albion Nimbus
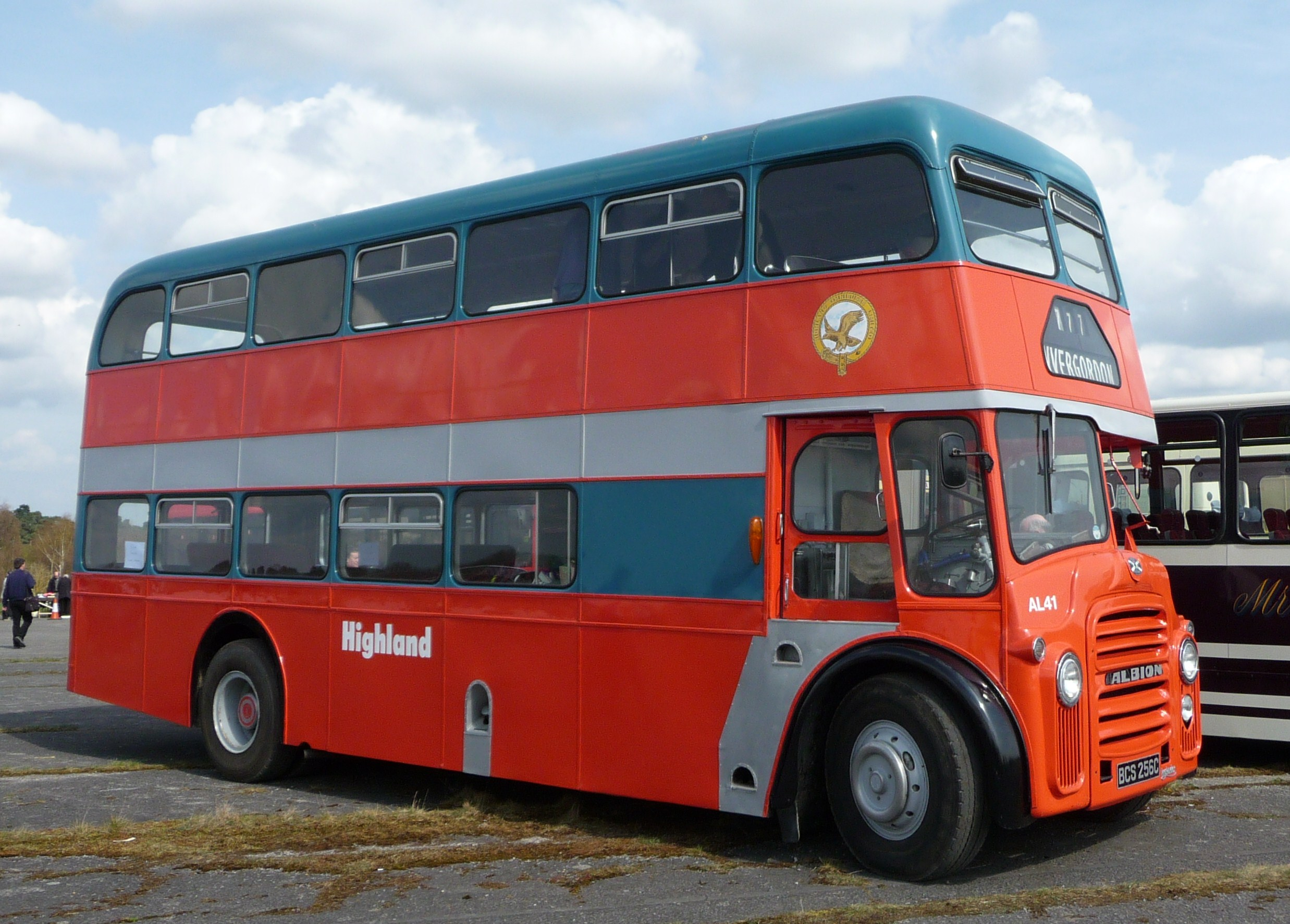
Albion Lowlander mit Aufbau von Northern Counties
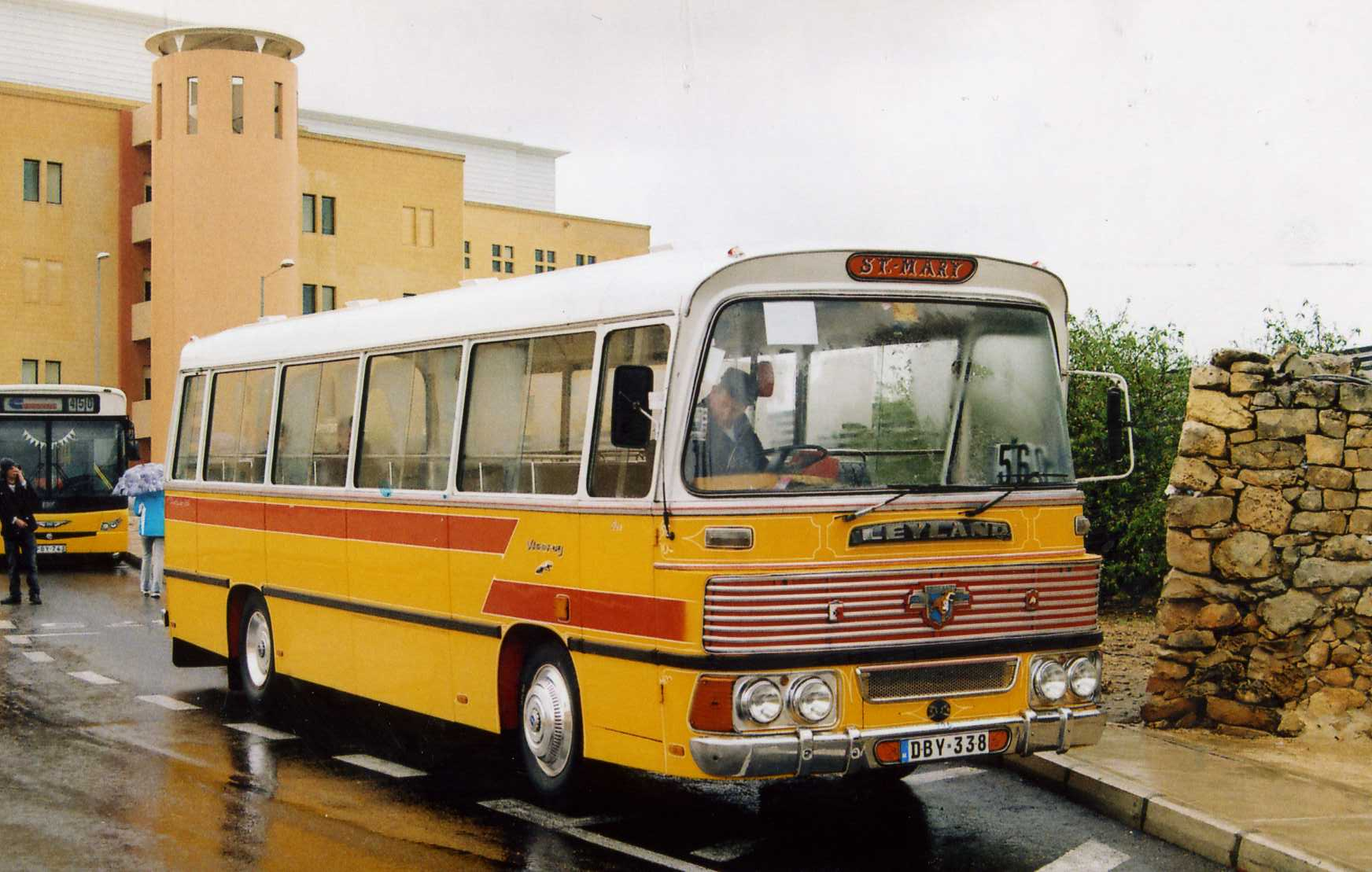
Albion Viking mit Duple-Dominant-Aufbau

Einzelne Modelle:
- Model 24 (1923/1924) erstes Bus-Chassis der Firma
- Viking 24 (1924–1932) unterschiedliche Radstände von 3,4 m bis 4,9 m, gebremste Vorderachse; mit Sechszylindermotor als Viking Sixe lieferbar
- Valkyrie (1930–1938) Frontlenker, Motor mit 5 l Hubraum ab 1930, ab 1933 6,1 l, ab 1935 optional 7,8 l, hauptsächlich als Reisebus (coach) gebaut
- Valiant (1931–1936) hauptsächlich mit Reisebus-Aufbauten (coach) versehen
- Victor (1930–1939) als Normalausführung oder Frontlenker lieferbar; 20–24 Sitzplätze
- Venturer (1932–1939) erster Doppeldecker von Albion, zunächst 51, dann 55 Sitzplätze; die Dreiachsversion Valorous wurde nur einmal 1932 gebaut
- Valkyrie CX (1937–1950) Ausführung des Valkyrie mit Motor-Getriebeeinheit
- Venturer CX (1937–1951) Ausführung des Venturer  mit Motor-Getriebeeinheit
- Victor FT (1947–1959) Eindeckerbus in Leichtbauweise
- Valiant CX (1948–1951) Ausführung des Valiant  mit Motor-Getriebeeinheit, hauptsächlich mit Reisebus-Aufbau (coach)
- Viking CX (1948–1952) Ausführung des Viking  mit Motor-Getriebeeinheit, hauptsächlich für den Export gebaut
- Nimbus (1955–1963) Eindeckerbus in Leichtbauweise mit Unterflurmotor
- Aberdonian (1957–1960) mit Unterflurmotor
- Victor VT (1959–1966) Frontmotor
- Clydesdale (1959–1978) Exportversion auf Lkw-Fahrgestell
- Lowlander (1961–1966) Doppeldecker mit 5,64 m Radstand, LR5 und LR7 mit Luftfederung
- Viking VK (1963–1983?) hauptsächlich für den Export mit Leyland-Motor O.370 gebaut, VK43 mit Heckmotor

## Trivia
Mark Knopfler beschreibt in Border Reiver auf seinem Soloalbum Get Lucky das Leben eines Lkw-Fahrers. Die Textpassagen My Scotstoun lassie, She’s an Albion und Sure as the Sunrise beziehen sich dabei auf einen Lkw von Albion.